# Cerro Huayra Lupe Kkollu
Cerro Huayra Lupe Kkollu är ett berg i Bolivia.   Det ligger i departementet La Paz, i den västra delen av landet, 400 km väster om huvudstaden Sucre. Toppen på Cerro Huayra Lupe Kkollu är 4 745 meter över havet, eller 135 meter över den omgivande terrängen. Bredden vid basen är 2,2 km.
Terrängen runt Cerro Huayra Lupe Kkollu är huvudsakligen kuperad, men åt nordost är den platt. Runt Cerro Huayra Lupe Kkollu är det mycket glesbefolkat, med 4 invånare per kvadratkilometer.. 
Omgivningarna runt Cerro Huayra Lupe Kkollu är i huvudsak ett öppet busklandskap.